# Municipal Waste
Municipal Waste ist eine US-amerikanische Crossover-Band aus Richmond in Virginia, die im Jahr 2000 gegründet wurde.

## Geschichte
Municipal Waste wurde im Jahre 2000 gegründet. Ihr erstes Konzert hielt die Band in der Nacht vom Jahr 2000 zum Jahr 2001 in Richmond ab. Die Gruppe bestand hierbei aus dem Schlagzeuger Brendan Trache, dem Bassisten Andy Harris, dem Sänger Tony Foresta und dem Gitarristen Ryan Waste. Es schlossen sich weitere Auftritte in kleinen Clubs an. Im Jahr 2001 erschien eine erste EP über Amendment Records. In den Jahren 2001 und 2002 ging die Band auf Tour durch die USA und Mexiko. Im Jahr 2002 erschien eine Split-Veröffentlichung zusammen mit Crucial Unit sowie 2003 eine weitere zusammen mit Bad Acid Trip. Schlagzeuger Trache hatte im Jahr 2002 die Band verlassen und wurde durch Brandon Ferrell ersetzt. Im Jahr 2003 folgte über Six Weeks Records das Debütalbum Waste ’Em All. Das Album wurde von Corey Smoot, auch unter dem Namen „Flattus Maximus“ bei Gwar tätig, produziert. Der Veröffentlichung folgten Auftritte zusammen mit Converge und The Red Chord. Nach der Veröffentlichung verließen Bassist Harris und Schlagzeuger Ferrell die Band und wurden durch Schlagzeuger Dave Witte und den Bassisten Land Phil ersetzt. Danach hielt die Band weitere Touren ab. Im Jahr 2005 unterzeichnete die Band einen Vertrag bei Earache Records, worüber das Album Hazardous Mutation erschien. Das Cover hiervon wurde von Ed Repka gestaltet. Zu dem Lied Unleash the Bastards wurde außerdem ein Musikvideo erstellt. Außerdem war die Gruppe unter anderem bei BBC Radio zu hören. Im Jahr 2006 spielte die Band zusammen mit Sick of It All in Europa und trat zudem noch in Australien auf. Die Gruppe spielte auf dem Reading and Leeds Festival und ging zusammen mit Gwar auf US-Tournee. Im Juni 2007 folgte eine weitere US-Tour zusammen mit Destruction, ehe man sich mit dem Produzenten Zeuss ins Studio begab, um das Album The Art of Partying aufzunehmen. Der Veröffentlichung schlossen sich eine Europa-Tour, eine Tour mit The Haunted, eine Tour mit Suicidal Tendencies sowie ein Auftritt auf dem Wacken Open Air an. Danach nahm die Band ein Musikvideo für das Lied Headbanger Face Rip auf. Anfang 2008 spielte die Band auf dem Download-Festival und dem Hellfest sowie einige weitere europäische Festivals im Juni, ehe im Juli Tour in den USA mit At the Gates und Darkest Hour abgehalten wurde. Im selben Jahr nahm die Band zudem an einem Konzert auf einem Kreuzfahrtschiff teil, an dem auch Gruppen wie Danko Jones, Backyard Babies, Soilwork, Avatar und General Surgery beteiligt waren. Die Fahrt erstreckte sich von Stockholm nach Turku und wieder zurück. Im Jahr 2011 unterzeichnete Municipal Waste einen Vertrag bei Nuclear Blast, worüber 2012 ihr Album The Fatal Feast erschien. Als Gastmusiker auf diesem Album waren John Connelly (Gitarrist und Sänger von Nuclear Assault), Steve Moore (Bassist von Zombi) und Sänger Tim Barry (zuvor bei Avail) zu hören. Das Schlagzeug wurde in den Trax East Studios unter der Leitung von Eric Rachel aufgenommen, während alles andere von der Band selbst produziert wurde.

## Stil
Ryan Waste gibt Gruppen wie D.R.I., S.O.D., Slayer und Minor Threat als Einflüsse an. Auf der Split-Veröffentlichung zusammen mit Bad Acid Trip widmete sich die Band textlich den Filmen von Kurt Russell. Auf Hazardous Mutation spielte die Band technisch anspruchslosen Thrash Metal, vermischt mit etwas Hardcore-Punk-Einflüssen. Auf The Art of Partying orientierte sich die Band am klassischen Crossover-Thrash-Metal der frühen 1980er-Jahre, wobei Thrash Metal mit Hardcore Punk vermischt wurde. Die Geschwindigkeit der Lieder bewegte sich meist im oberen Bereich. Die Band ließ sich hierauf mit Gruppen wie Wehrmacht oder Gang Green vergleichen und behandelte meist Themen wie Bier, Skateboards, Horrorfilme, Comics, Party und Spaß. Massive Aggressive wurde als „Party-Platte“ beschrieben. Hierauf gab sich die Band in der Geschwindigkeit variabel: Die Lieder bestanden neben schnellen Teilen aus Groove- und Midtempo-Passagen und streute zudem melodiöse Elemente ein. Auf The Fatal Fest spielte die Band Crossover-Thrash-Metal im Stil von Gruppen wie D.R.I. und  C.o.C. Auf dem Album versuchte die Gruppe im Vergleich zu den Vorgängern verstärkt Soli und stärkere Einflüsse aus dem klassischen Metal einzusetzen.

## Diskografie

### Alben
- 2003: Waste 'em All (Mordar)
- 2005: Hazardous Mutation (Earache)
- 2007: The Art of Partying (Earache)
- 2009: Massive Aggressive (Earache; auch als Special Edition mit der Live-DVD eines Konzertmitschnittes)
- 2012: The Fatal Feast – Waste in Space (Nuclear Blast)
- 2017: Slime and Punishment (Nuclear Blast)
- 2022: Electrified Brain (Nuclear Blast)
- 2024: Tango and Thrash (Nuclear Blast)

### EPs und Splits
- 2001: Municipal Waste (EP; Amendment/Busted Heads)
- 2002: Municipal Waste / Crucial Unit Split (Split mit Crucial Unit; Six Weeks)
- 2003: Tango & Thrash / Monster Ball People of Earth (Split mit Bad Acid Trip; Mordar)
- 2005: Louder Than Hell (Split mit The Accüsed, Hirax und Vöetsek, Six Weeks)
- 2007: The Art of Partying (Earache)
- 2012: Scion Presents: Municipal Waste (Scion Audio Visual)
- 2012: Garbage Pack (Night of the Vinyl Dead)
- 2012: Toxic Waste (Split mit Toxic Holocaust, Tankcrimes)

### Singles
- 2012: Religion Proof (Decibel)